# Амхерст (Новая Шотландия)
А́мхерст — город на юго-западе канадской провинции Новая Шотландия, примерно в 3 километрах от границы провинции Нью-Брансуик. Амхерст является крупнейшим городом округа Камберленд и административным центром округа.
Город Амхерст, благодаря своему расположению в географическом центре Атлантических провинций Канады, играет экономически важную роль в грузообороте товаров между Нью-Брансуиком и Новой Шотландией.

## История
Изначально регион населяли индейцы племени микмак; на их языке регион назывался Nemcheboogwek («подниматься по склону»). Первыми европейскими поселенцами были акадийцы, основавшие в 1672 г. деревню Ле-Планш. После того, как акадийцев изгнали англичане, последние основали в 1764 г. в трёх км от прежнего поселения нынешний город Амхерст. Основатель города полковник Джозеф Морзе назвал его в честь Джеффри Амхерста, 1-го барона Амхерст, главнокомандующего британскими вооруженными силами в Америке.
После Американской революции здесь обосновались британские лоялисты.
Российский революционер Лев Троцкий находился в 1917 г. в лагере для интернированных в Амхерсте после того, как был задержан в Галифаксе.

## Уроженцы города
- Уэйд Боулз (* 1944), бывший канадский рестлер «Рокки Джонсон»
- Уиллард Бойл (1924—2011), изобретатель зарядного устройства Charge-coupled Device (CCD), разработчик за разработку оптических полупроводниковых сенсоров.
- Лесли Файст (* 1976), поп-певица
- Максвелл Лукас (1910—2010), рок- и джаз-музыкант
- Чарльз Таппер (1821—1915), бывший канадский премьер-министр
- Эдгар Нельсон Роудс (1877—1942) — канадский политик, спикер Палаты общин (1917—1921), премьер-министр Новой Шотландии (1925—1928), министр рыболовства Канады (1930—1932), министр финансов Канады (1932—1935).